# Blair Bann
Blair Bann est un joueur canadien de volley-ball né le 26 février 1988 à Edmonton (Alberta). Il mesure 1,84 m et joue libero. Il est international canadien.

## Clubs
| Club           | De        | À         |
| -------------- | --------- | --------- |
| Dürener TV     | 2011-2012 | 2012-2013 |
| Nantes Rezé MV | 2013-2014 | 2013-2014 |
| Dürener TV     | 2014-2015 | 2015-2018 |
| Chaumont VB52  | 2018-2019 | 2018-2019 |
| Dürener TV     | 2019-2020 | ...       |

## Palmarès
Néant.